# Бровко, Фёдор Григорьевич
Фёдор Григорьевич Бровко 15 мая (3 мая) 1904, с. Попенки — 24 января 1960, Кишинёв) — партийный и государственный деятель Молдавской Автономной Советской Социалистической Республики и Молдавской ССР.

## Биография
Член ВКП(б) с 1927 года. В 1927—1930 гг. обучался в Балтской партийной школе.
После окончания партшколы с 1930 по 1937 работал заведующим отделом пропаганды и агитации Дубоссарского, Котовского, Слободзейского районных комитетов КП(б)Украины (Молдавская АССР).
В 1937 назначен первым секретарем Слободзейского районного комитета КП(б) Украины Молдавской АССР.
Через год — заместитель председателя, и. о. председателя СНК Молдавской АССР (1938—1940).
Затем переведен 1-м заместителем председателя СНК Молдавской АССР, а с 7 июня 1940 по 8 февраля 1941 — председатель Президиума Верховного Совета Молдавской АССР.
Затем до 26 марта 1951 трудился председателем Президиума Верховного Совета Молдавской ССР.
Одновременно с 1 марта 1941 года избран заместителем Председателя Президиума Верховного Совета СССР.
Входил в состав Бюро ЦК КП(б) Молдавии.
Вместе с двумя другими руководителям Молдавской ССР предложил, чтобы южная граница республики включала и те районы Украины, где молдаване проживали компактно, а именно Рени, Болград, Измаил, однако Сталин это предложение отклонил.
В 1951 в ходе чистки партийно-хозяйственного аппарата республики, Ф. Г. Бровко был снят со своего поста.
Позже с 1951 по 1958 гг. работал на ответственных, но не руководящих должностях в Министерствах мясо-молочной, затем лесной промышленности, социального обеспечения Молдавской ССР.
Депутат Верховного Совета СССР 2, 3 созывов.

## Награды
- Орден Ленина (1956)
- Орден Трудового Красного Знамени